# محافظة كانغنام
محافظة كانغنام هي محافظة تقع في هوانغهاي الشمالية، كوريا الشمالية.